# Neustadt am Kulm
Neustadt am Kulm là một đô thị ở huyện Neustadt (Waldnaab) bang Bayern thuộc nước Đức.